# CrAssphage
CrAssphage là một loài virus trong ruột người. Người ta đã phát hiện loài virus này  trong lúc kiểm tra vật liệu di truyền trong mẫu ruột thuộc 3 kho dữ liệu lớn, một nhóm các chuyên gia quốc tế do Đại học bang San Diego dẫn đầu đã bất ngờ phát hiện được đoạn DNA có độ dài khoảng 100.000 ký tự.
CrAssphage có thể ảnh hưởng đến hành vi của một số vi khuẩn thường thấy trong ruột người, chẳng hạn như họ Bacteroides.